# Мак-Дауелл (округ, Західна Вірджинія)
Шаблон:StateAbbr_ 37°22′ пн. ш. 81°39′ зх. д. / 37.37° пн. ш. 81.65° зх. д.
Округ  Макдавелл (англ. McDowell County) — округ (графство) у штаті  Західна Вірджинія, США. Ідентифікатор округу 54047.

## Історія
Округ утворений 1858 року.

## Демографія
За даними перепису 2000 року загальне населення округу становило 27329 осіб, зокрема міського населення було 3139, а сільського — 24190. Серед мешканців округу чоловіків було 12975, а жінок — 14354. В окрузі було 11169 домогосподарств, 7841 родин, які мешкали в 13582 будинках. Середній розмір родини становив 2,92.
Віковий розподіл населення поданий у таблиці:
| Стать    | До 15 років | 15-21 | 22-29 | 30-39 | 40-49 | 50-65 | 65-85 | Понад 85 |
| -------- | ----------- | ----- | ----- | ----- | ----- | ----- | ----- | -------- |
| Чоловіки | 2618        | 1285  | 1172  | 1559  | 2278  | 2404  | 1542  | 117      |
| Жінки    | 2461        | 1261  | 1265  | 1828  | 2347  | 2449  | 2364  | 379      |

## Виноски
1. ↑  U.S. Decennial Census. United States Census Bureau. Архів оригіналу за 26 квітня 2015. Процитовано 10 січня 2014.
2. ↑  Historical Census Browser. University of Virginia Library. Архів оригіналу за 11 серпня 2012. Процитовано 10 січня 2014.
3. ↑  Population of Counties by Decennial Census: 1900 to 1990. United States Census Bureau. Архів оригіналу за 3 червня 2013. Процитовано 10 січня 2014.
4. ↑  Census 2000 PHC-T-4. Ranking Tables for Counties: 1990 and 2000 (PDF). United States Census Bureau. Архів оригіналу (PDF) за 18 грудня 2014. Процитовано 10 січня 2014.
5. ↑  State & County QuickFacts. United States Census Bureau. Архів оригіналу за 6 червня 2011. Процитовано 10 січня 2014.(англ.) Наведено за англійською вікіпедією.
6. ↑  American FactFinder. Бюро перепису населення США. Архів оригіналу за 26 лютого 2012. Процитовано 31 січня 2008.

| США | Це незавершена стаття з географії США. Ви можете допомогти проєкту, виправивши або дописавши її. |